# Formiguer tacat
El formiguer tacat (Hylophylax naevioides) és una espècie d'ocell de la família dels tamnofílids (Thamnophilidae).
Habita el sotabosc de la selva pluvial, densa vegetació secundària de les terres baixes de l'est d'Hondures, est de Nicaragua, Costa Rica, Panamà, oest i nord de Colòmbia i oest de l'Equador.